# Ржавчатоспинная короткоклювая муравьеловка
Ржавчатоспинная короткоклювая муравьеловка (лат. Formicivora rufa) — вид птиц из семейства типичных муравьеловковых. Выделяют три подвида.

## Распространение
Обитают на территории Боливии, Бразилии, Парагвая, Перу и Суринама. Естественной средой обитания этих птиц являются субтропические или тропические сухие кустарниковые степи, сезонно влажные или затапливаемые низменные травянистые сообщества, а также сильно деградировавшие бывшие леса.

## Описание
Представители вида имеют длину тела 13 см и весят от 12 до 14 г. Лицо чёрное. Макушка и верхняя часть тела красновато-коричневые. Верхняя и нижняя стороны тела отделены друг от друга отчётливой линией от белого до кремового цвета. Крылья включают широкую полосу тёмного цвета, на которой есть белые пятна. Имеет место отчётливый половой диморфизм. Нижняя часть тела самки светлая и сильно полосатая. Чёрное оперение на лице и груди отсутствует.

## Охранный статус
МСОП присвоил виду охранный статус LC.